# Коржавин, Константин Николаевич
Константин Николаевич Коржавин (14 августа 1905 год, Казань — 17 марта 2002) — советский и российский учёный, профессор, доктор технических наук, заслуженный деятель науки и техники РСФСР (1969).

## Биография
Родился 14 августа 1905 года в Казани. В 1929 году окончил Сибирский технологический институт. Работал в Госпароходстве Новосибирска.
С 1932 года принимал участие в постройке Сибкомбайна и параллельно трудился ассистентом Новосибирского института военных инженеров железнодорожного транспорта (будущий НИИЖТ/СГУПС). С 1949 по 1951 год обучался в аспирантуре транспортной секции Академии наук СССР (Москва).
В 1951—1960 годах, оставаясь сотрудником НИИЖТа, руководил транспортно-энергетическим институтом СО АН СССР и одновременно заведовал лабораторией ледотермики в институте.
В НИИЖТе основал кафедру «Гидравлика и водоснабжение», которой заведовал с 1951 по 1980 год.
В 1963—1972 годах — представитель Советского Союза в техническом комитете ледовых исследований Международной ассоциации гидравлических исследований (МАГИ).
Консультант по вопросам ледотермики при возведении гидроэлектростанций (Новосибирской, Красноярской, Зейской, Братской и т. д.); портовых объектов; мостов через Волгу, Обь, Иртыш, Енисей, Витим, Зею.
Умер 17 марта 2002 года. Похоронен на Заельцовском кладбище Новосибирска.

## Научный вклад
Разработал способ по расчётному определению силы воздействия на конструкции перемещающихся ледяных полей и метод разбивки мостовых отверстий на пролёты при условиях беззаторного продвижения льда.
С 1960 года разработки ученого составляют базу нормативных документов Госстроя СССР и России по определению расчётных значений нагрузок льда на строения.
Автор более 135 научных публикаций, в частности, пяти монографий. Многие из его трудов переиздавались в Исландии, США и т. д. Подготовил 21 кандидата и двух докторов наук
- Исследование механических свойств речного льда. Новосибирск: НИВИТ, 1940.
- Гидравлика, ледотермика, водоснабжение: Сборник статей / Новосибирск, 1963. Труды Новосибирского института инженеров железнодорожного транспорта, выпуск 36.
- Обеспечение надежности сооружений при ледовых динамических нагрузках / Сост. К. Н. Коржавин, Ю. В. Долгополов, В. А. Кореньков. Москва, Информэнерго, 1978.
- Пропуск льда через гидротехнические сооружения / Я. Л. Готлиб, К. Н. Коржавин, В. А. Кореньков, И. Н. Соколов. Москва, Энергоатомиздат, 1980.

## Награды
Два ордена Трудового Красного Знамени (1954, 1961), три медали (1946, 1970, 1975), знак «Почётному железнодорожнику» (1945), знак Минвуза СССР «За отличные успехи в работе» (1973).